# Влчек, Милослав
Милослав Влчек (чеш. Miloslav Vlček) (родился 1 февраля 1961 года в Конице, район Простеёв, Оломоуцкий край) — чешский политик, в 1996—2010 годах депутат Палаты депутатов Парламента Чешской Республики от Чешской социал-демократической партии, а в 2006—2010 годах председатель Палаты депутатов Парламента Чешской Республики.

## Биография
Милослав Влчек получил образование тракториста-механизатора, затем получил специальность агронома в средней профессиональной школе Простеёва. Высшее образование получил на производственно-экономическом факультете Высшей сельскохозяйственной школы в Брно. Выпустившись, поступил на работу в сельскохозяйственный кооператив (JZD) в Лудмирове в качестве заместителя экономиста. Позднее работал в финансовом ведомстве в Конице.
Женат вторым браком. С женой Соней воспитывают сына Милослава и дочь Терезу. От первого брака также имеет двух детей — сына Якуба и дочь Каролину.
В 1983—1989 годах Милослав Влчек был членом Коммунистической партии Чехословакии (KSČ), в 1993 году вступил в Чешскую социал-демократическую партию (ČSSD). На местных выборах 1994, 1998, 2002 и 2006 годов избирался от ČSSD в муниципальный совет города Конице. В 1996 году был избран в Палату депутатов Парламента от ČSSD, затем успешно переизбирался в 1998, 2002 и 2006 годах и оставался депутатом Палаты до 2010 года.
В Палате депутатов Влчек занимал несколько должностей: в 1996—1998 годах он входил в состав комитета общественного управления, регионального развития и окружающей среды и одновременно в состав комитета по сельскому хозяйству, в 1998—2006 годах был членом бюджетного комитета (в январе—июне 2006 года являлся председателем этого комитета), а с 2002 по 2006 годы был также членом организационного комитета Палаты. В 2000—2002, 2002—2003 и 2005—2006 исполнял функции вице-председателя депутатского клуба ČSSD, а в 2006—2010 годах был первым вице-председателем клуба. В 2006—2010 годах он заседал в совете ČSSD. а в 2012 году вошёл в состав Центрального исполнительного комитета ČSSD.
Политическая карьера Милослава Влчека достигла пика 14 августа 2006 года, когда он был избран председателем Палаты депутатов Парламента. Условием его избрания стало его обещание уйти в отставку после выражения Палатой вотума доверия первому правительству Тополанека, после того как социал-демократам доверят формирование Правительства или перед третьей попыткой сформировать Правительство.
Ни одно из этих условий однако не возникло: правительство Тополанека не получило вотум доверия Палаты, а новое правительство было вновь поручено формировать Тополанеку. После этого Влчек неоднократно заявлял о своей готовности уйти с поста председателя Палаты, как только депутаты придут к соглашению о кандидатуре его преемника. Это условие так же не было исполнено, поэтому Влчек, возглавивший Палату депутатов в качестве временного председателя, оставался на этом посту целых четыре года.
В середине апреля 2010 года в СМИ просочилась информация о нарушениях законодательства о противодействии отмыванию денежных средств при финансировании выборов Милослава Влчека в Палату депутатов. Кроме того появилась информация о финансовых злоупотреблениях при распределении Палатой депутатов бюджетных средств в 2006—2007 годах. 22 апреля 2010 года Влчек заявил об уходе с поста председателя Палаты депутатов в связи с разразившимся финансовым скандалом, а также о сложении с себя депутатских полномочий к 30 апреля, что он и сделал.
На октябрьских выборах в Сенат Парламента Чехии 2012 года Милослав Влчек баллотировался от ČSSD по сенатскому округу № 65 — Шумперк, набрал в первом туре 22% голосов и прошёл во второй тур. Однако во втором туре его обошёл беспартийный Зденек Брож, получивший 55,52% голосов избирателей.